# Alawiti
Alawiti su islamska sljedba nastanjena prvenstveno u Siriji ali njezini pripadnici žive i u Libanonu i na Golanskoj visoravni. Računa se da oko 11% stanovništva Sirije (2,1 mil.) pripada Alawitima dok ih je ukupno oko 3 milijuna.
Njihov nauk leži najbliže Šijitima, između velikih muslimanskih grupacija, ali s gnostičkim elementima, i koji daju veliko značenje Ali ibn Abi Talibu. Alawiti vode podrijetlo od proroka Muhameda preko Ali ibn Abi Taliba i Fatime Zahre.
Hafez al-Asad i Bašar al-Asad pripadnici su Alawita.